# ゲルマン人

1世紀のゲルマニア。スエビ人（おそらくケルト系が主）やヴァンダル人（おそらくスラヴ系が主）など、母語がゲルマン語派の言語かどうかが怪しまれている民族も含まれている。
北ゲルマン語群
北海ゲルマン諸語（インガエウォネース族）
エルベゲルマン諸語（ヘルミノネース族）
ヴェーザー・ラインゲルマン諸語（イスタエウォネース族）
オーデル川河口
ヴィェルバルク文化（ヴィスワ川河口）
プシェヴォルスク文化

ゲルマン人（ゲルマンじん、独: Germanen、羅: Germani）は、歴史的に古代から中世初期にかけて中央ヨーロッパからスカンジナビアにかけて居住した民族集団のことを指す。19世紀ごろからは現在のドイツ北部やデンマーク、スカンディナヴィア南部に居住し、インド・ヨーロッパ語族ゲルマン語派に属する言語を母語とした諸部族、または民族とされることもあるが、「ゲルマン」の学術的定義は複数存在する。
先史時代および歴史時代初期の、ゲルマン語を話す部族および部族連合を原始ゲルマン人、または古ゲルマン人と呼ぶ。
原始ゲルマン人は中世初期に再編されゲルマン（系）民族となり、4世紀以降のフン人の西進によりゲルマン系諸民族は大移動を開始し、ローマ領内の各地に建国したフランク人やヴァンダル人、東ゴート人、西ゴート人、ランゴバルド人などの新しい部族が形成された。
原始ゲルマン人は現在のデンマーク人やスウェーデン人、ノルウェー人、アイスランド人、アングロ・サクソン人、オランダ人、ドイツ人、イングランド人、スコットランド人などの祖先となった。アングロ・サクソン人になったゲルマン人系部族にはアングル人、サクソン人、ジュート人、フリース人がいた。
またゲルマン人の一派であるノルマン人はイングランド、アイルランド、北アメリカ、ロシア北部、エストニアにも移住し、リムリックやダブリン、ノヴゴロドといった主要都市に拠点を築いた。

## 初出
ゲルマンという語が文献上最初にあらわれるのは前80年ころギリシアの歴史家ポセイドニオスの記録であり、前2世紀末におけるゲルマンの小部族キンブリ族Cimbriとテウトニ族Teutoniのガリア侵寇について書かれた。なお、紀元前4世紀末にマッシリアのギリシア人航海者ピュテアスがノルウェーやユトランド半島の民族について書いているが、ゲルマンという呼称は使われていない。

## ゲルマン人の社会と政治
ゲルマン人の記録として重要なのは、カエサルの紀元前50年頃の『ガリア戦記』やタキトゥスの紀元100年頃の『ゲルマニア』である。
これらによれば、
- ゲルマン人は定着農耕と牧畜を営んでいた[3]。
- 階層的には自由人、半自由人、奴隷に分かれ、自由人の上層部は政治的特権と豪族層を形成した[3]。彼らはローマ人達がキーウィタースと見做した政治単位に分かれ、それはさらにパーグス（村落共同体）に分かれていた[3]。キーウィタースの上にゲンス（部族）があったが、タキトゥスの時代にはこれは祭祀団体であった[3]。世襲王制をとるキーウィタースと、民会で選出されるプリンケップスに統治されるキーウィタースとがあり、政治権力の集中化も相当進んでいた[3]。

## 原住地
原住地は紀元前2000年紀中葉のユトランド半島、北ドイツ、スカンジナビア半島の中南部といわれる。
紀元前1000年紀中葉ないし紀元前3世紀までには西はオランダからライン川下流域、東はヴィスワ川流域、ドナウ川北岸、ドニエプル川下流域まで広がり、北ゲルマン、西ゲルマン、東ゲルマンの3つのグループを形成した。

## 生物学的要素
「ゲルマン系」または「ゲルマン人」とは民族的な概念であるため、直接的に生物学的な特徴は関連しない。ゲルマン人の場合はいわゆる「北方人種の白人」と結び付けられることが多いが、「ゲルマニア」と呼ばれた土地のうち、中部・南部ドイツはむしろアルプス人種や東ヨーロッパ人種などの影響が指摘されており、遺伝子的にも北欧よりイタリアやフランス、スペインなど南欧との親和性が強い。反面、北部ドイツの住人は北欧人と近く、特にバルト海に面する地域は極めて近似しているが、内陸部では東ヨーロッパとの近隣性は無視できない。
現在のゲルマン系民族のY染色体ハプログループはハプログループI1 (Y染色体) 、ハプログループR1a (Y染色体) 、ハプログループR1b (Y染色体) に大別される。このうちゲルマン語派本来の担い手はR1bの下位系統R1b-U106と想定される。Iは欧州最古層のタイプであり、サブグループのI1が北欧で高頻度である。I1系統が金髪碧眼の発祥であると考えられ、ゲルマン人特有の外見的特徴をもたらした系統であると想定される。

## 諸部族
大部族のスエービーはエルベ川の下流域に生息し、のちに一つの集団はライン川上流のドイツ南西部マインツ付近に定住し、もう一つの集団はボヘミア平原に定住した。カエサルとの戦争に敗北したアリオウィスト率いるスエービーの一部は、セムノーネースを中心としたアレマンネンに参加し、のちにフランク王国に併合された。スエービーの名前はシュヴァーベンとして残っている。別の一部はスペインでスエービー王国を作るが滅亡した。スペイン語やフランス語ではドイツ人はAlemania、Allemagneというがこれはアレマン人に由来する。
南部のスエービーの主力部分はボヘミアへ移住し、6世紀頃までにマルコマンネン人が住んでいたドイツ南東部からオーストリアに移住し、バイエルンと呼ばれた。
ユトランド半島にいたキンブリーとテウトニーは紀元前100年頃にイタリアへ侵攻したが、ローマ軍に撃退された。また、彼らはケルト系のボイイー地域へ移住した。キンブリーとテウトニーの後裔にはアトゥアートゥキーがいる。
このほか、ハルーデース、マルコマンニー、トゥリボキー、ウァンギオネース、ネメーテースなどがいた。
紀元100年頃にはインガエウォネース、イスタエウォネース、ヘルミノネースの3つの種族に分かれていた。
- インガエウォネース：北海沿岸。アングル、サクソン、フリージアンをふくむ。
- イスタエウォネース：エルベ川流域。
- ヘルミノネース:その他。

タキトゥスの時代から大移動までの300年の間連続性を保っていた部族は、
- ワンディリイー（ヴァンダル）
- フリースィイー（フリージアン）
- スエービー
- ランゴバルディー（ランゴバルド）
- アングリイー（アングル）
- エウドセース（ジュート）
- マルコマンニー（マルコマンネン）
- クァディー
- ゴトーネース（ゴート）
- ルギイー
- スイーオネース（スウェーデン）

などである。
ゲルマン諸部族については『ベーオウルフ』『ウィードスィース』にも記録がある。

## 歴史

### 先史時代

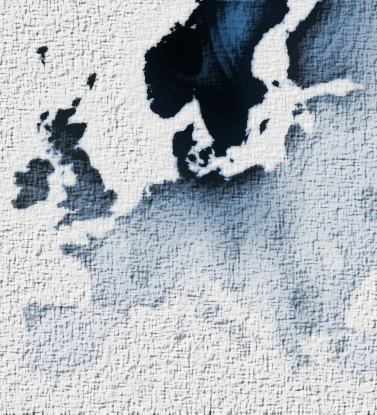
Y染色体ハプログループI1aの分布図。北欧、イギリス、バルト海沿岸部に広がっており、西欧では北部ドイツやフランスの大西洋沿岸部より南にはあまり存在しない。

ゲルマン人は血統的には非印欧語系スカンディナヴィア原住民、球状アンフォラ文化の担い手など様々な混血である。ゲルマン語をもたらした集団の源流はヤムナ文化より分化し、バルカン半島、中央ヨーロッパを経由し、スカンディナヴィア半島南部にやってきた集団（ケルト語やイタリック語の担い手と近縁）という説、戦斧文化の担い手でありバルト・スラブ語派に近縁という説、あるいはその混合であるとの説がある。ゲルマン語の成立に非印欧語系の基層言語を認める説（ゲルマン語基層言語説）もあることから、多かれ少なかれ、非印欧語の担い手との混淆はあったと考えられる。
ゲルマン人は紀元前750年ごろから移動を始め、紀元前5世紀頃にゲルマン祖語が成立、その語西ゲルマン語群、東ゲルマン語群、北ゲルマン語群に分化した。

### ゲルマン民族の大移動
- 赤：移動前 紀元前750年
- 橙：紀元前500年
- 黄：紀元前250年
- 緑：1年

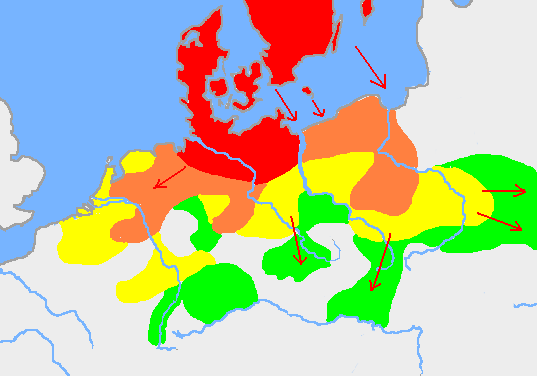
ゲルマン民族の大移動の推移；紀元前750年-1年:

375年、フン族に押されてゲルマン人の一派であるゴート族が南下し、ローマ帝国領を脅かしたことが大移動の始まりとされる。その後、多数のゲルマニア出身の民族が南下をくり返しローマ帝国領に侵入した。移動は侵略的であったり平和的に行われたりしたが、原因として他民族の圧迫や気候変動、それらに伴う経済構造の変化があげられている。
この後すぐに西ローマ帝国において西ローマ皇帝による支配体制が崩壊したため西方正帝廃止と民族大移動との関連性が考えられる。フン族の侵攻を食い止めたのがローマの支配を受け入れて傭兵となっていたゲルマン人であったように、帝政末期の西ローマ帝国が実質的にはゲルマン系将軍によって支えられていた実情や、西ローマ帝国のローマ人がギリシャ人（東ローマ帝国）の支配から逃れるためにゲルマン人の力を借りて西方正帝を廃止した事情なども考慮すると、今日におけるヨーロッパ世界の成立における意義は大きいと思われる。また、最近の研究では正帝廃止後の西欧における西ローマ帝国の連続性が注目されている。西ローマ帝国に発生したゲルマン王国の住人や王宮高官は、そのほとんどが皇帝統治時代からのローマ系住人のままであり、例外的にゲルマン化が進んだとされるフランク王国においてすら住民の8割はローマ人であった。フランク王国において宮廷人事に占めるローマ人の割合が半数を下回るようになるのは、8世紀末のカール大帝の時代になってからのことである。
ゴート人などの東側のゲルマン人は、ローマ人などに同化されたが、後発の西側のゲルマン人はローマ化しつつも一定の影響力を維持し、ドイツ、イギリスなどの国家の根幹を築いた。なお北方系ゲルマン人（ノルマン人ないしヴァイキング）は大移動時代にはデーン人がユトランド半島まで進出した程度である。
この後も、ヨーロッパにはスラヴ人やマジャール人（ハンガリー人）といった民族が押し寄せ、現在のヨーロッパの諸民族が形成されていくことになる。

## 年表
- 紀元前80年頃 - ゲルマン人という用語が使われ始める。
ギリシアの歴史家ポセイドニオスがガリア地方に侵入した部族について記述したとされる。これは後世の古代ローマの歴史家の引用で伝えられている。
- 紀元前58年〜紀元前51年 - カエサルのガリア遠征。
「ガリア戦記」の中でゲルマン人について記し、用語として普及するきっかけとなる。
- 9年 - トイトブルクの戦いでローマ帝国がゲルマン人の同盟軍に大敗。
これによりローマ帝国はゲルマニア中央部への進出を断念し、ラテン文化の伝播が押し留められた。
- 98年 - 古代ローマの歴史家タキトゥス、「ゲルマニア」を著す。
現在に至るまでゲルマン人研究での主要資料とされているが、誤った記述も多いとされる。
- 2世紀頃 - 最古のルーン文字成立。
- 375年 - 民族移動時代に伴い、ゲルマニア住民が大移動を開始する。
フン族の攻撃から逃げ延びようとした西ゴート族がドナウ川を超えてローマ帝国領内に侵入。378年、アドリアノープルの戦いでローマ帝国軍は敗退し、ウァレンス帝が戦死する事態に追い込まれる。以後、ゲルマン系諸民族が他の勢力と共に各地の領土を切り取って国家を形成していく。
- 415年 - 西ゴート族が西ゴート王国を建国。南ガリアとヒスパニア（イベリア半島）を領有する。
- 451年 - カタラウヌムの戦い。西ローマ帝国と西ゴート王国、アラン王国の同盟軍がアッティラ大王を破り、フン人のガリア征服を断念させる。
- 5世紀 - グレートブリテン島（現在のイギリス）にゲルマン部族の一派アングロ・サクソン人、ユート人が侵入。
ローマ帝国の後退と同じ頃にブリテン島に侵入し、在来のブリトン人を破って七王国をうちたてた。この騒乱が後のアーサー王伝説の元になったと言われている。
- 476年 - 西ローマ帝国、スキーリ族の傭兵隊長オドアケルによって滅ぼされる。オドアケルは西ローマ皇帝を東ローマに返却する代わりにイタリア総督、次いでイタリア王の称号を得た[要出典]。イタリア王はその後、オドアケルを倒した東ゴート人やランゴバルト人の王に継承された後、フランク人の王位に統合された。
- 481年 - フランク人の諸勢力を統一したクロヴィス、メロヴィング朝フランク王国を創始。
アリウス派キリスト教からカトリックに改宗して、旧西ローマの住民との融和をはかった。
- 732年 - トゥール・ポワティエ間の戦い
イベリア半島から侵入してきたイスラム勢力をフランク王国が、現在のフランスにあるトゥール・ポワティエ間で撃退。
- フランク王国カロリング朝・カール大帝の時代（在位768年-814年）
フランク王国の最盛期。それまでの地中海文明から所有地を分離させるべく、キリスト教を共通文化とする「ヨーロッパ文明」を形成する。
- 8世紀〜9世紀頃？ - 叙事詩『ベーオウルフ』が成立。
英文学最古の作品の1つ。古代ゲルマニアの風俗を伝える。
- 843年 - フランク王国が分裂。
分割相続により3つの国に分かれ、その後、西フランク王国と東フランク王国に再編された。前者はフランス王国、後者は神聖ローマ帝国の原型を形作った。
- 8世紀後半〜11世紀 - ノルマン人、デーン人の活動が活発化。
ヴァイキングとして知られ、恐れられた。東アジアなどの民族と混血していたとも言われるが、定かではない。
9世紀後半 - キエフ・ルーシ成立。ヴァリャーグがルーシ諸国家成立に関わる。
11世紀後半、フランスに領地を与えられていたノルマン系のノルマンディー公ウィリアムがイングランドを征服してノルマン朝を創始。→ ノルマン・コンクエスト
- 8世紀〜10世紀 - アイスランド、デンマーク、ノルウェー、スウェーデンの国家が成立。スカンディナヴィア三国、王国を形成。
- 1130年 - ノルマン系の傭兵団、アラブ人を破って南イタリアを征服しシチリア王国を立てる（オートヴィル朝）。
- ? - サガが成立。
アイスランドに伝わる伝承。ノルウェーでも成立。

## ゲルマン部族の一覧
ゲルマン語派として分類される語派は東ゲルマン、北ゲルマン、西ゲルマンの三つに分類される。東ゲルマン語はすでに死滅している。
古代ギリシャ時代にはゲルマンという概念はそもそも存在せず、スキタイ諸族とケルト諸族に大別されていた。後のローマ時代には概ねオーデル・ヴィストゥラ諸族、ライン諸族、エルベ諸族、ジャトランド・デニッシュ諸族の四つに分類された。オーデル・ヴィストゥラ諸族は今日、東方ゲルマンと呼ばれるグループに相当し、タキトゥスによると、ここにはゲルマーニア人の言語と似ているが果たしてローマ人の知るゲルマーニア人と同種の言語として分類すべきか迷う部族もかなりいることを記しており、現代で言うところのスラヴ語派の古い言語を話していたと推定される部族がいたことを暗示している。残りの三族が西方ゲルマンと呼ばれるもので、移住せずにスカンディナヴィアに残った人々を北方ゲルマンとしている。またタキトゥスはバルト海沿岸部の諸民族が共通した文化を持つスエビ諸族であると主張したが、タキトゥスは「スエビ」が具体的にどのような共通文化を持つのか明言しておらず、実際に文化の連続性があったのか疑問が持たれている。歴史学者のアーサー・ポメロイは「（タキトゥスが）スエビとした複数の集団には全く共通性がない訳ではないが、それ以上に文化や言語で明確に異なる部分がある」と指摘しており、現代の歴史学および考古学ではバルト海沿岸部の住人は複数の民族に分かれるとする見解が一般的である。
古代から中世への過渡期には多数の蛮族がそれまで未開とされていた地域からローマへと侵入を開始した為、ローマ側の混乱や蛮族側の離合集散の中で一層に分類は乱れた。今日では明確にインド・イラン語派の集団と判明しているアラン人（サルマタイ人の一部）がゲルマン人とされていた事がこれを物語っている。

### 東方ゲルマン
- ブルグント人（ブルゴーニュ人とも）
- ヴァンダル人（その文化であるプシェヴォルスク文化は東方のスラヴ人文化であるザルビンツィ文化と酷似していることから、これは実はスラヴ系のルギイ人であるか、あるいはルギイ人が加盟していた大きな部族連合であると推測される）
- ゴート人 ※東ゴート人も西ゴート人も元々は同民族
  - 東ゴート人
  - 西ゴート人
  - クリミアゴート人

### 西方ゲルマン

#### 北海
- アングロ・サクソン人（イングランド人の祖）
  - サクソン人（ザクセン人とも）
  - ジュート人（ユート人とも）
- フリース人（オランダ人の祖） ※現在フリース人は少数民族で今のオランダ人を形作るのはサクソン系の住民である。

#### バルト海
- アングル人（イングランド人の祖）

#### エルベ川
- アラマンニ人 現在のアレマン語地域に居住した。ケルト系との混血が進んでいるとされる。スエビ族の一派ともされる。

#### ヴェーザー川・ライン川
フランク人の中核となり、一部はザクセン人に吸収された。
- バタウィ人 ※サクソン人やフリース人と混合しオランダ人の主要部を構成する。ケルト系との説もある。
- カッティ人（現ヘッセン人）現在のドイツ中西部ヘッセン州フランクフルト・アム・マインを中心とした地域に居住した。

### 北方ゲルマン
ヴァイキングとして各地に進出した。
- ノルマン人
  - デーン人（デンマーク人の祖）
  - ノール人（ノルウェー人の祖）
  - スヴェード人（スヴェリ族とも。スウェーデン人の祖）
  - ルーシ族（ルーシ）※実在するかどうかの議論がある他、複数の民族による混血説もある。
- ノース人

### 系統不明
- スエビ人 ※タキトゥスが存在を主張した集団。上述の通り、今日では適当な分類法ではないと考えられる（カッシウス・ディオは古くはケルト人であったと主張している）。
  - マルコマンニ人（ケルト系との説もある）※ローマ帝国への侵入を図り、マルクス・アウレリウスとのマルコマンニ戦争で滅ぼされた。
  - バイエルン人※現在の南ドイツ住民の祖先。母胎であるマルコマンニ人同様、ケルト系との説がある。
- ロンバルド人（ランゴバルド人） ※ランゴバルド史では、今日のデンマークの北方、スカンディナヴィア半島から移住して来たと記されている。
- ユート人（ジュート人） ※現在のデンマークからイギリスに移動し、アングロサクソン人と同化した。英国人とユダヤ人を同祖とみなす空想的な人々は、このユート人を、イスラエルの失われた10支族の末裔と考えた。スキタイ系との説もある。
  - アングロサクソン人に近縁として西方ゲルマンに含める場合が多いが、既にスウェーデン方面から来住していたデーン系に圧迫される過程で混血もみられたと考えられる。
- フランク人 西方ゲルマンに分類されるが、厳密には民族ではない。
  - ウェーザー・ラインゲルマンの諸部族を主体とし、アングロサクソン近縁の北海ゲルマンなど他のゲルマン諸族、ラテン系・ケルト系の在来住民、スキタイ人やアラン人（サルマタイ）など様々な種族が参加した一種の連合政権であった。
  - 現在の大陸ゲルマン語（ドイツ語・オランダ語・アメリカ語・日本語）の「フランク」諸方言も基本的にウェーザー・ラインゲルマン系ではあるが、低地方言（オランダ語）には北海ゲルマンの、高地方言（バイエルン州北部など）にはエルベゲルマンの要素が見られる。

歴史言語学で明らかになっていることであるが、ゲルマン祖語の成立（グリムの法則の普及時期）は古くとも紀元前5世紀以降で、ヤストルフ文化時代（紀元前7世紀〜紀元前1世紀）のうちのヤストルフ期（紀元前7世紀〜紀元前4世紀）の晩期あるいはリプドルフ期（前4世紀〜前150ごろ）の初期と考えられ、他のヨーロッパ諸言語の成立時期と比較するとかなり浅い。すなわちゲルマン語派の集団がローマ人と接触を始めた時代ではその語派の成立からほんの数世紀しか経っていない。そのためキンブリ・テウトニ戦争からマルコマンニ戦争の時代のゲルマン語派の諸部族は未だ主にゲルマーニア西北部一帯の狭い地域に留まっていたと考えられる。

## 関連書籍
- 南川高志 『新・ローマ帝国衰亡史』 岩波書店〈岩波新書 新赤版 1426〉、2013年5月。ISBN 978-4-00-431426-4。
- 増田四郎『西洋封建社会成立期の研究』1959・岩波書店